# Architettura micenea

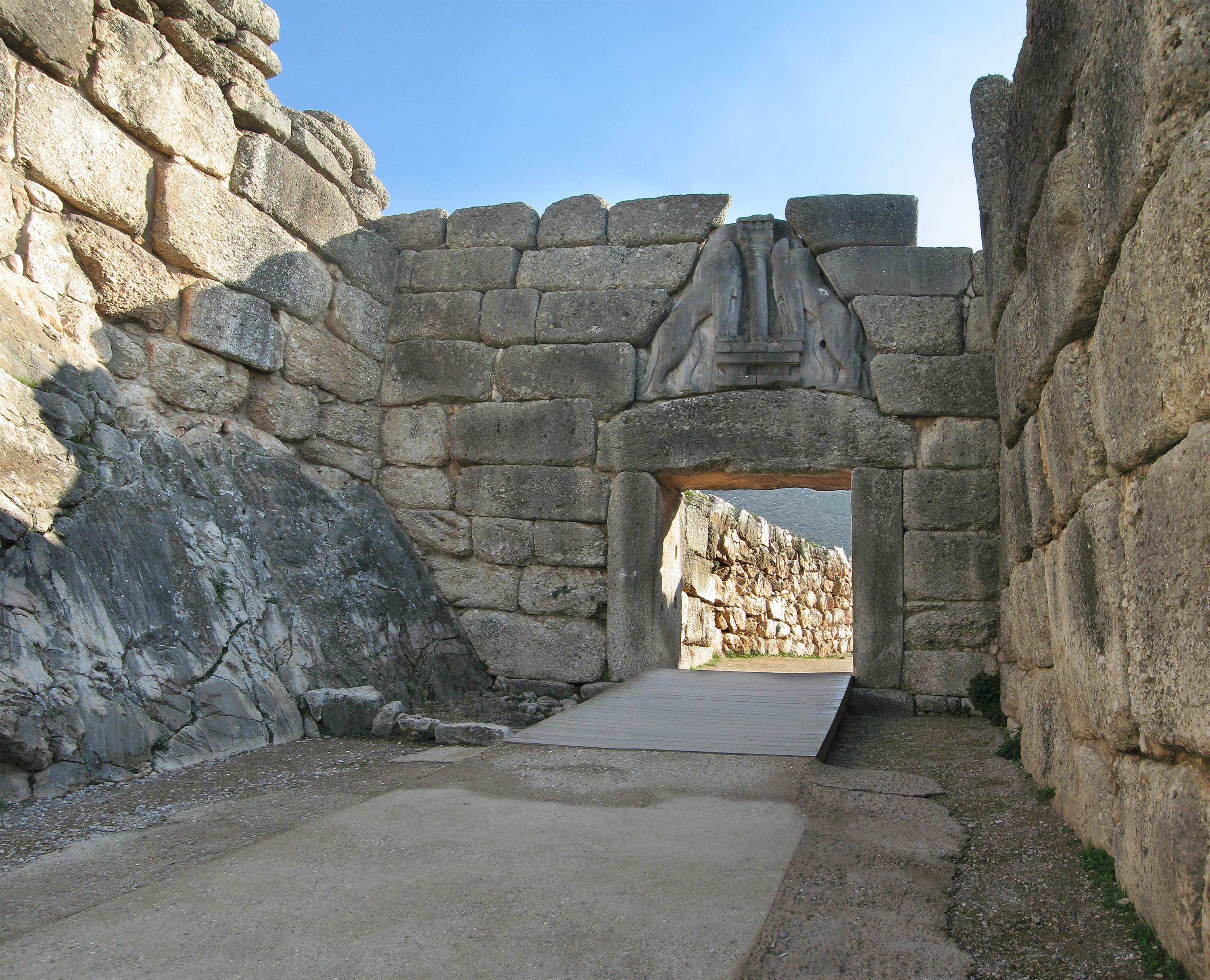
La Porta dei Leoni

L'architettura micenea si è sviluppata in Grecia nell'ambito della civiltà micenea, successivamente alla fioritura della minoica (circa 1500-1100 a.C.). Fu scoperta a partire dagli scavi di Schliemann a Micene nel 1876.

## La Rocca Micene
I resti di Micene risalgono al 1300 a.C. circa (epoca neo palaziale). Sono caratterizzati dalle strutture difensive a grandi blocchi di pietra, che erano invece assenti nella Creta minoica, e di cui si tramanda il ricordo anche nella tradizione greca.
L'entrata monumentale della rocca di Micene è la Porta dei Leoni, preceduta da un bastione che permetteva di colpire gli eventuali nemici in avvicinamento dal lato del braccio armato, non protetto dallo scudo. La Porta è famosa per il massiccio architrave sormontato da una grande lastra triangolare con due leoni (o leonesse) affiancate in posizione araldica ai lati di una colonna, motivo che si ritrova anche nei sigilli. Le teste dei leoni sono mutili, forse perché realizzate in una lastra più piccola, ai vertici del triangolo, con un materiale di colore diverso. La composizione ricorda alcuni aspetti dell'arte ittita e simboleggia con evidenza un potere regale.
Alla destra della Porta dei Leoni si trova un'acropoli con un cimitero di tombe sotterranee a thòlos, più antiche delle mura, create da una dinastia precedente a quella che aveva edificato la Porta. Qui l'archeologo tedesco Heinrich Schliemann scavò (vi era qui l'agorà della rocca) trovando il tesoro che comprende la celeberrima maschera di Agamennone.
Una rampa carrabile porta al palazzo, mentre la gradinata successiva, risalente al 1200 a.C. circa. Il palazzo non ha la vastità di quello di Cnosso, ma è piuttosto modesto. Una piccola stanza per la guardia o per gli ospiti, è vicina al cortile, dal quale si poteva accedere, tramite un vestibolo con due colonne e un successivo atrio, al mégaron, una sala dove forse si trovava il trono, con un focolare al centro (eschàra) circondato da quattro sostegni che consentivano l'apertura di un lucernario nella copertura. Questa sala d'onore è nominata anche da Omero, quando descrive la dimora di Ulisse. Le pareti della sala presentavano immagini dipinte di guerrieri, carri e cavalli. Alcuni storici vedono nel megaron le origini del modello per il tempio greco, ma è un'ipotesi che genera alcune perplessità anche perché ci sarebbe un buco di circa due secoli tra megaron e primi templi; forse è più semplice ammettere un'affinità tra i primi templi e le case dell'antica Grecia in generale, come testimonia la cosiddetta Casa delle Colonne, situata a levante della rocca, dove il cortile centrale presentava colonne isolate su tre lati.

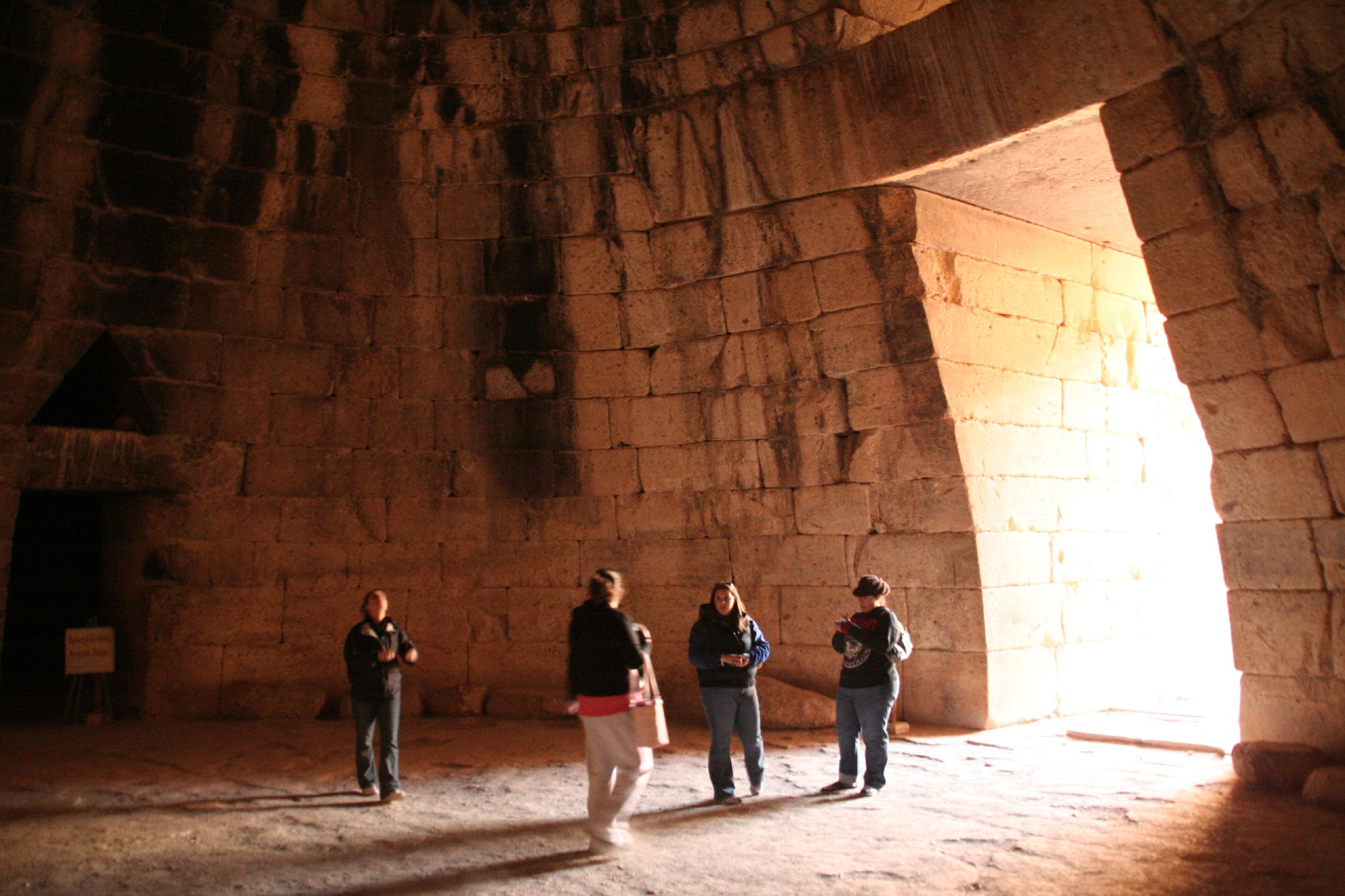
Interno del Tesoro di Atreo

Opera forse dello stesso sovrano, intorno alla metà del XIII secolo a.C. è anche il cosiddetto "Tesoro di Atreo" o "Tomba di Agamennone", una grande tomba a thòlos che ospitò i resti forse del sovrano che portò a termine la ricostruzione della rocca o di un suo vicino regnante. La tomba ripete la forma di altre tholoi del Mediterraneo orientali, presenti anche nei dintorni di Micene (circa dodici), ma in forme monumentali e grandiose, arrivando ad essere uno dei più impressionanti monumenti pervenutoci dall'epoca della Grecia preellenica. Si tratta di una camera semi-sotterranea a pianta circolare, con una copertura a sezione ogivale, realizzata con massi progressivamente aggettanti (falsa volta). È alta tredici metri, mentre il diametro misura 14,50 metri: per trovare una costruzione in muratura con una copertura voltata altrettanto ampia si deve scorrere gli edifici conosciuti fino al Pantheon, costruito 1400 anni dopo. Grande attenzione fu posta nella posa delle enormi pietre, sia per garantire la stabilità alla volta alle forze di compressione del peso, sia per ottenere una superficie interna perfettamente levigata, dove un tempo dovevano risaltare le decorazioni in oro, argento e bronzo.
Si accede alla thòlos da un corridoio scoperto inclinato o dromos, lungo 36 metri e con le pareti rivestite di pietre. La thòlos portava attraverso un breve passaggio alla camera funeraria vera e propria, scavata con una forma pressoché cubica.
Il portale di ingresso del tumulo presentava una ricca decorazione: semi-colonne in calcare verde con motivi a zig-zag sul fusto, un fregio con rosette sopra l'architrave della porta e decorazione a fasce con spirali per la lastra in marmo rosso che chiudeva l'apertura triangolare di alleggerimento sopra l'architrave. I capitelli sono a cavetto, simile a quelli lotiformi egizi. Altre decorazioni erano intarsiate con porfido rosso e alabastro verde, un lusso sorprendente per l'età del bronzo.

## Tirinto

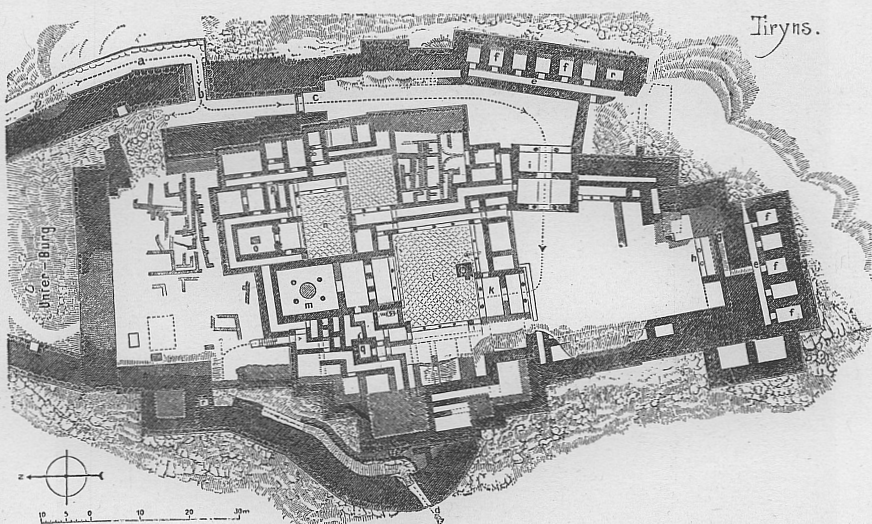
Pianta della rocca di Tirinto

La vicina Tirinto è meno imponente ma meglio conservata di Micene, e fu costruita probabilmente dalle stesse maestranze. Su questa rocca il monumento più antico risale al 1400 a.C. ed è una cinta muraria alta circa dieci metri e spessa sei. Fu costruita con massicci blocchi appena sbozzati: poiché arrivano a pesare diverse tonnellate sin dall'epoca classica queste mura vengono chiamate ciclopiche, cioè costruite dai mitologici Ciclopi. La tecnica era già in uso in Asia Minore e fu importata probabilmente in seguito ai contatti dovuti agli scambi commerciali. Dentro queste maestose fortificazioni si trovano i resti di un palazzo, più tardo (fine XIII secolo a.C.), piuttosto modesto, edificato con mattoni di fango essiccati al sole e colonne lignee. La pianta dell'edificio è asimmetrica e, come a Cnosso, vi sono tracce di affreschi sugli intonaci. Il megaron principale è preceduto da un colonnato.